# Альвеолярный протеиноз
Альвеолярный протеиноз (синонимы: альвеолярный липопротеиноз, альвеолярный фосфолипидоз, легочный альвеолярный фосфолипопротеиноз) — редкое заболевание, характеризующееся накоплением в альвеолах белков и липидов сурфактанта, нарушением газообмена и прогрессированием дыхательной недостаточности.
Впервые заболевание было описано в 1958 году.

## Эпидемиология
Альвеолярный протеиноз является редким заболеванием и встречается примерно в 4 случаях на 1 млн взрослых. В основном страдают люди среднего возраста (20-50 лет), мужчины страдают в 3 раза чаще, чем женщины. В литературе описаны случаи заболевания среди детей и лиц пожилого возраста.

## Этиология
Выделяют 3 формы заболевания:
1. Врожденная форма — обусловлена мутациями генов, кодирующих структуру белков сурфактанта В и С, гена АВСА1-транспортера, а также рецептора гранулоцитарно-моноцитарного колониестимулирующего фактора (ГМ-КСФ);
2. Первичная форма (идиопатическая) — этиология неизвестна. Первичная форма составляет примерно 90% от общего числа всех больных альвеолярным протеинозом, 70 % из которых злостные курильщики;
3. Вторичная форма — развивается вследствие следующих причин: гематологические злокачественные заболевания, иммунодефицитные состояния, хронические инфекции[5].
Основным фактором риска развития данного заболевания является курение. По статистике от 56 до 79% всех пациентов с этим заболеванием — курильщики.

## Патогенез
Основным звеном патогенеза АП является нарушение обмена сурфактанта. У новорожденных с признаками врожденного АП обычно выявляются определенные генетические причины избыточного накопления сурфактанта в легких: чаще всего это мутации генов, кодирующих структуру белков сурфактанта, либо ГМ-КСФ или его рецептора. У взрослых в 90 % наблюдений доказан аутоиммунный механизм возникновения АП, о чем свидетельствует обнаружение в супернатанте жидкости альвеолярного лаважа или в сыворотке крови поликлональных аутоантител против ГМ-КСФ.

## Клиническая картина
Долгое время заболевание протекает скрытно, без симптомов. Ведущими клиническими проявлениями являются:
- одышка;
- сухой кашель (иногда со скудной мокротой);
- субфебрильная температура;
- боль в груди;
- быстрая утомляемость;
- кровохарканье (редко)[3].

При прогрессировании заболевание возможно возникновение дыхательной недостаточности.
Течение болезни, как правило, хроническое. По мере прогрессирования хронической формы АП усиливается цианоз, формируются «пальцы Гиппократа». На поздних стадиях возможно присоединение бактериальной или грибковой суперинфекции, развитие легочной гипертензии и формирование в терминальной стадии легочного сердца.

## Диагностика
Патогномоничные клинические признаки у заболевания отсутствуют. Диагноз ставится на основании физикальных, лабораторных и инструментальных методах исследования.
Физикальное обследование:
- Аускультация: ослабленное везикулярное дыхание, иногда — нежные крепитирующие хрипы.
- Перкуссия: укорочение перкуторного тона преимущественно над нижними легочными полями.

Ведущим лабораторным исследованием при АП является иммуноферментный анализ ELISA.  Благодаря этому методу у пациентов с идиопатическим АП в сыворотке крови и жидкости бронхоальвеолярного лаважа выявляются антитела к ГМ-КСФ.
К инструментальным исследованиям относятся:
- Рентгенография грудной клетки;
- Функция внешнего дыхания;
- Фибробронхоскопия[5].

## Лечение
Долгое время единственным эффективным методом лечения больных являлся – лечебный тотальный БАЛ???, который выполняется в условиях общего наркоза и искусственной вентиляции легких.
В настоящее время разрабатываются и апробируются новые варианты медикаментозной терапии. К ним можно отнести применение ритуксимаба — препарата, содержащего синтетические моноклональные антитела к CD20 антигену В-лимфоцитов,  а так же лечение рекомбинантным ГМ-КСФ.
При врожденных формах возможна трансплантация легких.